# SH-3 (航空機)
SH-3 シーキング
アメリカ海軍のSH-3H シーキング
- 用途：対潜戦・捜索救難・輸送
- 分類：哨戒ヘリコプター
- 製造者：シコルスキー・エアクラフト
- 運用者:
  -  アメリカ合衆国（海軍、空軍、海兵隊）
  -  イタリア（イタリア海軍）
  -  ブラジル（ブラジル海軍）他
- 初飛行：1959年3月11日
- 運用開始：1961年
- 運用状況：アメリカ軍からは海兵隊のVH-3Dを除き退役
- 原型機：シコルスキー S-61
- 派生型：

  -  ウェストランド シーキング
  -  三菱-シコルスキー S-61

SH-3 シーキング（英語: SH-3 Sea King）は、シコルスキー・エアクラフトが開発した双発哨戒ヘリコプターである。アメリカ海軍が運用していたH-34 チョクトーの後継に採用された。

## 開発
1957年、シコルスキーは全天候型哨戒ヘリコプターの開発をアメリカ政府と契約した。H-34 チョクトーの後継として対潜戦の役割も兼ねるものであった。試作機は1959年3月11日に初飛行。1961年6月にHSS-2 シーキングと命名され、アメリカ海軍で運用が決定した。
1962年、航空機の命名規則改正によりHSS-2はSH-3に改正された。SH-3 シーキングは、主に対潜戦の任務で使用されたが、対艦攻撃、捜索救難、兵員輸送、通信、要人輸送、早期警戒など様々な用途に使用された。
民間向けのシコルスキー S-61も開発された。

## 設計

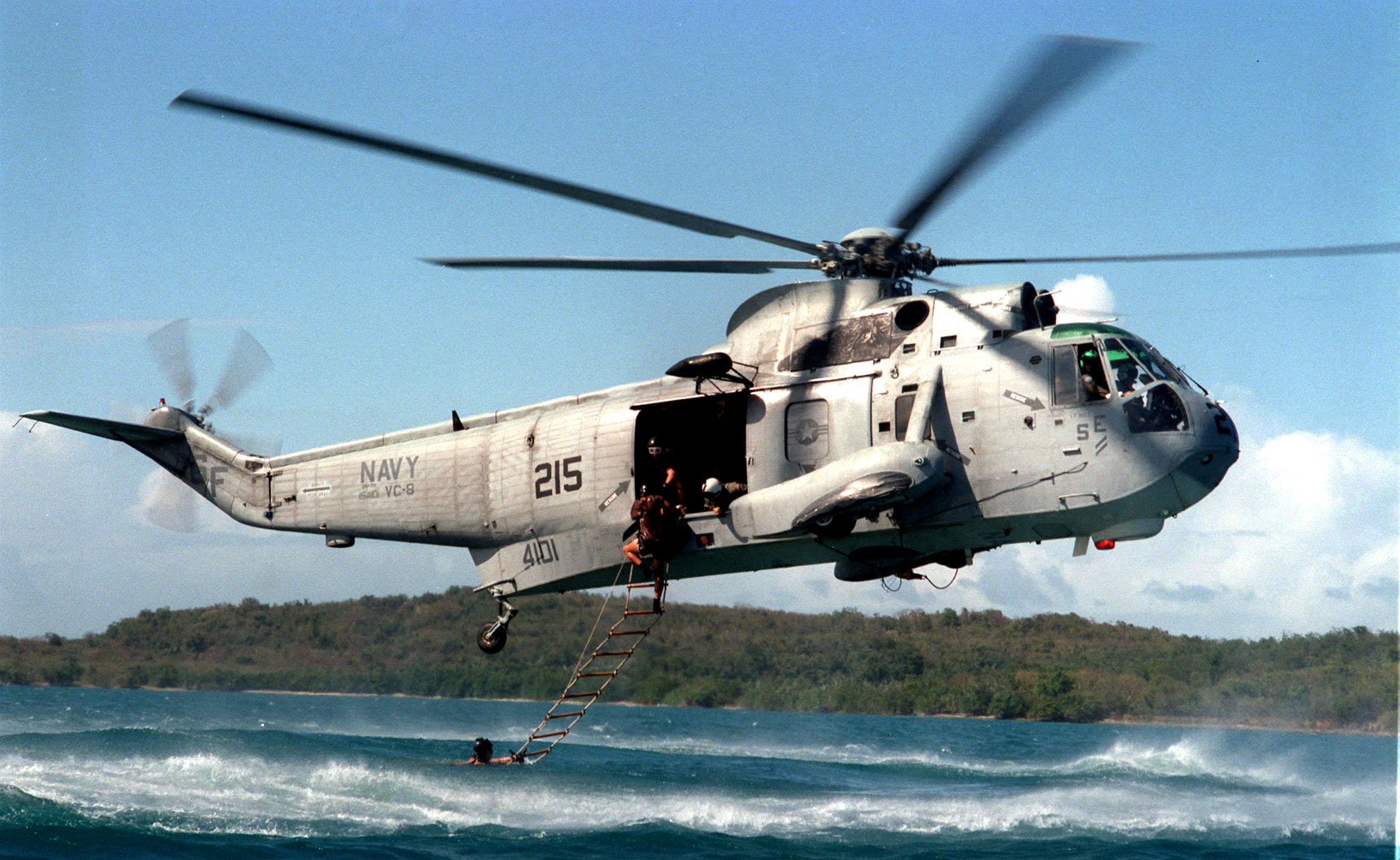
海上救難を行うSH-3

強力なタービンエンジン双発の大型機となったことで、これまでは捜索役と攻撃役の2機（ハンター/キラーチーム）で行わなければならなかった対潜作戦が単機で行えるようになった。開発段階で艦載機を想定していたため、メインローターブレードや尾部のテイルブームなどは折りたたむことができる構造になっている。メインローターブレードとテイルローターブレードは共に5枚である。水陸両用作戦での運用を想定して限定的な着水性能も有する。機体両側に配置されたスポンソンにはエアバッグが格納されており、着水時の衝撃緩和とフロートの役割をなす。
幅広い装備があり、それらは用途によって異なる。空母戦闘群（現 空母打撃群）での運用時は、魚雷4本と爆雷4個か空対艦ミサイル4本のいずれかを装備し、空母戦闘群を間接的に防御するためチャフを搭載した。
対潜センサとしては吊下式ソナー、ソノブイ、磁気探知機（MAD）があり、データリンクを介して得られたデータは艦隊に送信できた。捜索救難任務の際には軍医2名と22名の遭難者か、9名分の担架を搭載できた。
兵員輸送であれば、さらに28名を収容できた。

## 派生型

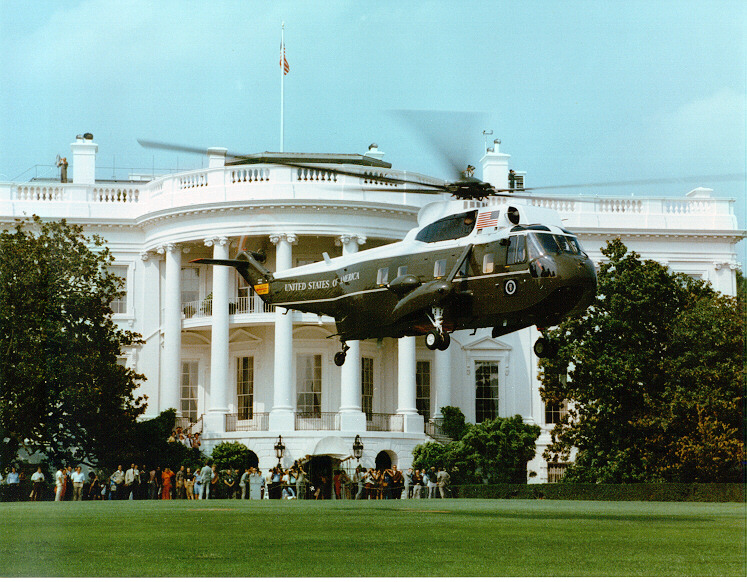
大統領の短距離移動機マリーンワン

XHSS-2
試作機。
YHSS-2
アメリカ海軍向け試作・評価機。
SH-3A
旧HSS-2。最初の生産型。
RH-3A
SH-3Aを掃海型に改修した機体。
HH-3A
SH-3Aを捜索救難型に改修した機体。
SH-3D
SH-3Aのエンジン出力を増強した機体。
SH-3G
SH-3AおよびSH-3Dを輸送・汎用型に改修した機体。
SH-3H
SH-3Dに新型の対潜探知装備とレーダーを搭載した機体。

NH-3A
SH-3Aをアメリカ空軍向けに改修した実験機。
HH-3E
アメリカ空軍の捜索救難機。
CH-3A
SH-3Aをアメリカ空軍向けに改修した機体。後のCH-3B。

CH-3B
アメリカ空軍の兵員輸送型機。
VH-3A
アメリカ海兵隊向け要人輸送型機。
VH-3D
アメリカ海兵隊が運用する政府専用輸送機（大統領の短距離移動機「マリーンワン」に使用される）。
S-61
アメリカ軍のSH-3に対するシコルスキーの型式番号。
S-61A
デンマーク空軍向け。
S-61A/AH
測量や捜索救難など民間向け汎用ヘリコプター。
S-61B
海上自衛隊のHSS-2に対するシコルスキーの型式番号。

S-61D-3
ブラジル海軍向け。
S-61D-4
アルゼンチン海軍向け。
S-61NR
アルゼンチン空軍向け。
S-61R
アメリカ空軍（CH-3/HH-3）、イタリア空軍他向け。

AS-61
アグスタ社の型式番号。
WS-61
ウェストランド社の型式番号。

CH-124
ユナイテッド・エアクラフト・オブ・カナダ社の型式番号。

## 性能・主要諸元

### SH-3H
- 全長：16.69m
- 全高：5.13m
- 主回転翼直径：18.9m
- 全長：22.15m（主回転翼含）
- 空虚重量：6.201t
- 全備重量：9.525t
- 超過禁止速度：267km/h=M0.22
- 巡航速度：219km/h=M0.18
- 上昇率：616m/min（海面上）
- 上昇限度：4,480m
- ホバリング上昇限度：3,200m
- 航続距離：970km
- 発動機：ゼネラル・エレクトリック T58-GE-10ターボシャフトエンジン×2基
- 出力：1,400hp
- 燃料容量：3,180リットル（機内）
- 武装：Mk.44対潜魚雷×4発、Mk.46対潜魚雷×4発、B57核爆雷×4発、対艦ミサイル×2発
- 諸装備：AN/AQS-13A/B/Eソナー、各種ソノブイ、ARR-75ソノブイ受信機、ASQ-81磁気探知機、AKT-22データリンク、TACNAVデジタルナビゲーションシステム
- 乗員：4名

## 採用国
- アルゼンチン
- ブラジル
  - ブラジル海軍
- デンマーク
  - デンマーク空軍
- インド
  - インド海軍
- イラン
  - イラン空軍
  - イラン海軍
- イラク
  - イラク空軍
- アイルランド
  - アイルランド沿岸警備隊
- イタリア
  - イタリア空軍
  - イタリア海軍
- マレーシア
  - マレーシア空軍
- ペルー
  - ペルー海軍
- サウジアラビア
  - サウジアラビア空軍
- スペイン
  - スペイン海軍
- ベネズエラ
  - ベネズエラ軍
- アメリカ合衆国
  - アメリカ空軍
  - アメリカ沿岸警備隊
  - アメリカ海兵隊
  - アメリカ海軍

## 登場作品

### 映画
『インデペンデンス・デイ』
VH-3Dが登場。ホワイトハウス上空にシティ・デストロイヤーが飛来した際に、南庭に2機が駐機、待機する。その後、エイリアンが敵対勢力であると判明すると、1機が大統領達を脱出させるためにエアフォースワンまで送り届け、残った1機は離陸中にシティ・デストロイヤーがホワイトハウスに向けて発射した主砲の爆風に巻き込まれ破壊される。
『ターミネーター3』
T-Xに追い詰められたジョン・コナーを救うため、T-850が操縦して格納庫に突っ込み、T-Xを下敷きにする。
『ファイナル・カウントダウン』
ニミッツ級航空母艦「ニミッツ」の艦載機であるSH-3Hが登場。母艦とともに真珠湾攻撃直前の時代へタイムスリップし、漂流する民間人と日本海軍パイロットの救助活動や輸送を行う。
『ホワイトハウス・ダウン』
VH-3Dが3機登場。大統領を救出するためホワイトハウスへ向かうが、テロリストがホワイトハウス屋上に設置したブローニングM2重機関銃による攻撃を受け、やむなく撤退する。
『レッド・オクトーバーを追え!』
原子力空母「エンタープライズ」の艦載機であるSH-3Hが登場。主人公のジャック・ライアン中佐を、ロサンゼルス級原子力潜水艦「ダラス」まで輸送する。

### アニメ・漫画
『学園黙示録 HIGHSCHOOL OF THE DEAD』
VH-3Dが登場。アメリカ政府首脳陣がホワイトハウスから脱出したことを報じるニュース映像の中に登場している。

### ゲーム
『グランド・セフト・オート・サンアンドレアス』
「Leviathan」の名称で登場。フロートが装着されており、水上に着水することが可能。